# Reginald Bacon

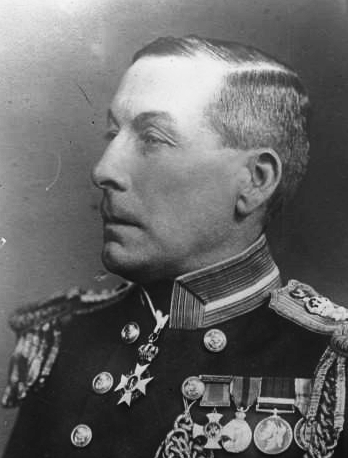
Reginald Bacon (um 1915)

Sir Reginald Hugh Spencer Bacon, KCB, KCVO, DSO (* 6. September 1863 in Wiggonholt, West Sussex; † 9. Juni 1947 in Romsey, Hampshire) war ein britischer Marineoffizier. Der Erster Seelord John „Jacky“ Fisher sagte über ihn: „acknowledged to be the cleverest officer in the Navy“ (deutsch: der anerkannt klügste Offizier in der Marine).

## Leben
Bacon wurde am 6. September 1863 als jüngstes von acht Geschwistern geboren. Seine Eltern waren Reverend Thomas Bacon, anglikanischer Gemeindepfarrer von Wiggonholt in West Sussex, und seine Frau Lavinia Emma Shaw. Eine Cousine von Bacon war die Malerin Helen Lavinia Cochrane. Ihr Vater war ein Bruder von Bacons Mutter.
Bacon war seit 1897 mit Cicely Surtees of Darlington verheiratet. Mit ihr hatte er drei Kinder, eine Tochter und zwei Söhne. Ein Sohn fiel als Soldat im Ersten Weltkrieg, der andere starb als Seekadett 1919 an einer Lungenentzündung. Bacon starb am 9. Juni 1947 in Romsey in der Grafschaft Hampshire.

## Karriere
Bacon trat 1877 in die Royal Navy ein. 1883 zum Lieutenant befördert wurde er Waffenoffizier für Torpedos. 1895 zum Commander befördert führte er 1896 erstmals das Kommando über eine kleine Flottille von Torpedobooten während des großen Flottenmanövers des Jahres. 1897 war er Angehöriger der Strafexpedition nach Benin unter dem Kommando von Admiral Sir Harry Holdsworth Rawson. Dabei wurde die Hauptstadt Benin geplündert und gebrandschatzt. Die Mauern von Benin, das größte jemals von Menschen geschaffene Bauwerk, wurden dabei verwüstet und zerstört. Er schrieb über dieses Massaker das Buch Benin: City of Blood. Für seine Leistungen in Benin wurde er 1897 als Companion des Distinguished Service Order ausgezeichnet.
1900 wurde er zum Captain befördert und bekam die neugeschaffene Stelle als Inspecting Captain of Submarines. Seine Aufgabe war die Einführung und Weiterentwicklung von U-Booten in die Royal Navy. Zu diesem Zeitpunkt bestand die U-Boot-Flotte aus den fünf Booten der Holland-Klasse. Im August 1901 kam das Torpedoboot HMS Hazard als weltweit erster U-Boot-Tender hinzu. Zusätzlich zu dieser Aufgabe wurde er 1901 von König Eduard VII. auf diplomatische Missionen nach Österreich-Ungarn, ins Königreich Rumänien, ins Königreich Serbien und das Osmanische Reich geschickt.
Im Juni 1906 übernahm er das Kommando über das neue Schlachtschiff Dreadnought. Er kommandierte das Schiff während der Erprobungsfahrten und auf seiner ersten Reise nach Westindien. Ab August 1907 wurde er dann Director of Naval Ordnance and Torpedoes im Naval Ordnance Department als Nachfolger von Admiral John Jellicoe.
Im Juli 1909 erfolgte seine Beförderung zum Rear-Admiral. Im November 1909 verließ er den aktiven Dienst und trat als Direktor der Coventry Ordnance Works ltd bei, einer Tochtergesellschaft der Cammell, Laird & Company. Hier war er u. a. für die Entwicklung und Produktion der QF 4.5-Inch Howitzer, des BL 5.5-Inch Mk I Marinegeschützes, der BL 9.2-Inch Howitzer verantwortlich. Mit Ausbruch des Ersten Weltkrieges entwickelte er die BL 15-Inch Howitzer mit. Nur auf direkter Intervention von Winston Churchill, damals First Lord of the Admiralty wurde die Royal Marine Artillery Brigade mit zwölf Geschützen aufgestellt und Bacon wurde im Rang eines Extra-Colonel ihr Kommandeur. Das erste dieser Geschütze wurde im Februar 1915 nach Frankreich verschifft. Auf Befehl von Winston Churchill und Jackie Fisher sollte ein Geschütz auch nach Gallipoli gebracht werden. Das Geschütz war schon transportbereit als Bacon nach England zurückberufen wurde. Er übernahm die Stelle als Commander in Chief, Dover, verantwortlicher Admiral der in Dover stationierten Einheiten. Er war dort Nachfolger von Rear-Admiral Sir Horace Hood.
Zu diesem Posten gehörte auch das Kommando über die Dover Patrol. Als ihr Kommandant plante er u. a. den Überfall auf Seebrügge und Ostende und war an der Planung und Umsetzung der Nordsee-Minensperre beteiligt. 1915 wurde er zum Vice-Admiral und 1919 zum Admiral befördert. Im Januar 1916 wurde er als Knight Commander des Order of the Bath geadelt und im August desselben Jahres auch zum Knight Commander des Royal Victorian Order erhoben.
Nachdem er im Frühjahr 1918 seinen Dienstposten in der Navy niedergelegt hatte, setzte er sich zur Ruhe und widmete sich dem Schreiben.

## Werke
- Benin: City of Blood. Edward Arnold, London 1897. OCLC 4454844
- The Dover Patrol. Hutchinson & Co., London 1919. OCLC 1136826
- The Jutland Scandal. Hutchinson & Co., London 1925. OCLC 1900062
- A Naval Scrap-Book. First part, 1877–1900. Hutchinson & Co., London 1925. OCLC 6080198
- The Stolen Submarine: a Story of Woman's Pluck. Nash & Greyson, London 1926. OCLC 316187982
- A Social Sinner. Nash & Greyson, London 1926. OCLC 316187977
- The Motor-Car And How It Works. Mills & Boon, London 1927. OCLC 843000176
- Bacon, R. H. S. A Simple Guide To Wireless, For All Whose Knowledge of Electricity is Childlike. Mills & Boon, London 1930. OCLC 220643179
- The Concise Story of the Dover Patrol. Hutchinson & Co., London 1932. OCLC 1899634
- The Life of John Rusworth, Lord Jellicoe. Cassell & Co., London 1936.
- From 1900 Onward. Hutchinson & Co., London 1940. OCLC 8104542
- Modern Naval Strategy. Frederick Muller, London 1941. OCLC 17241075
- Britain's Glorious Navy. Odhams Press, London 1942. OCLC 3139787
- Warfare Today. How Modern Battles are Planned and Fought on Land, at Sea, and in the Air. Odhams Press, London 1944.
- The Life of Lord Fisher of Kilverstone. Band 1, Doubleday, New York 1929, ISBN 1-4325-9362-5.
- The Life of Lord Fisher of Kilverstone. Band 2, Doubleday, New York 1929, ISBN 1-4325-9351-X.